# Gossypium herbaceum
Espèce
Classification phylogénétique
Gossypium herbaceum, le Cotonnier herbacé, est une espèce de cotonnier « véritable » de la famille des Malvaceae. Elle affectionne les régions chaudes et ensoleillées. Le cotonnier herbacé est natif de l'Afrique, la sous espèce Gossypium herbaceum ssp. africanum étant présente dans tout le sud du continent; l'espèce-sœur phylogénétiquement très proche Gossypium arboreum, le cotonnier en arbre, est originaire d'Asie, vallée de l'Indus au Pakistan et nord-ouest de l'Inde.

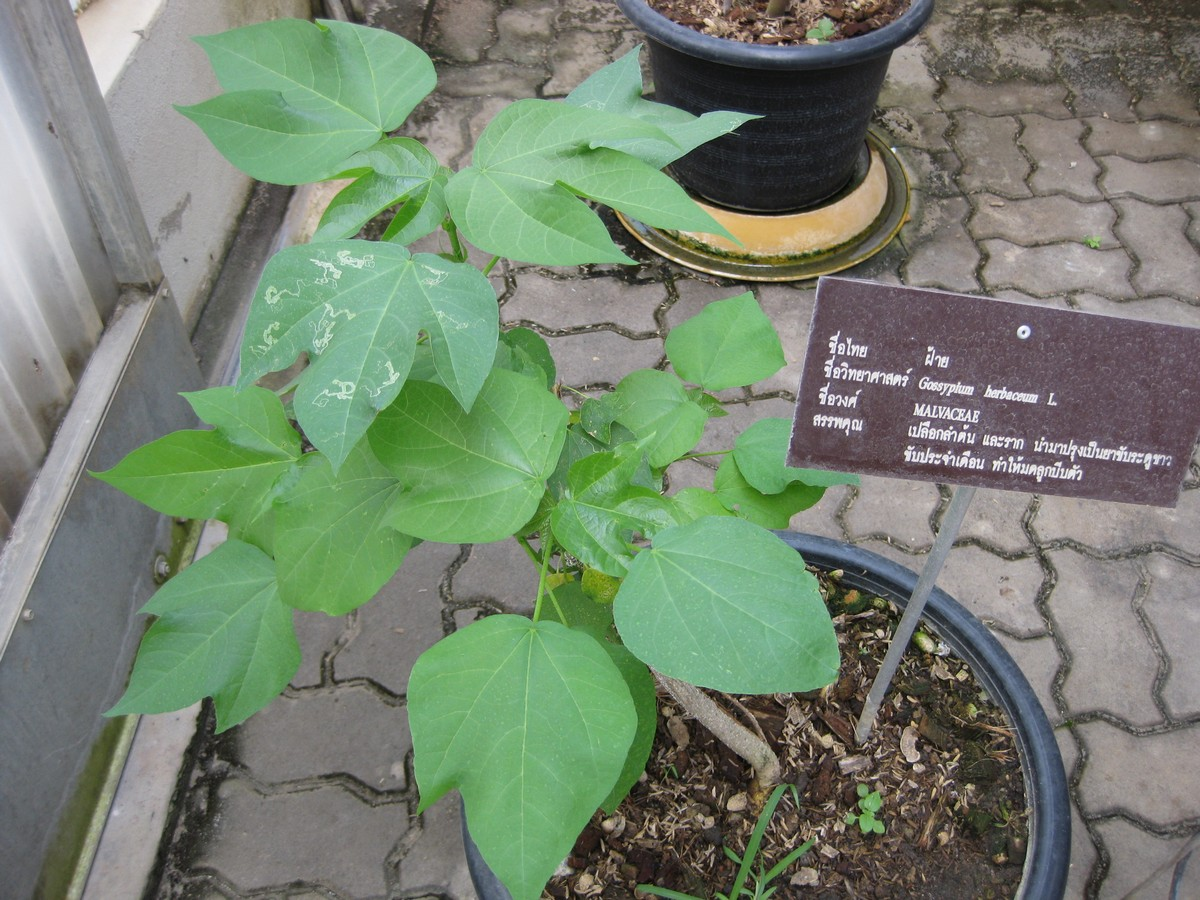
Cotonnier Gossypium herbaceum, Jardin botanique de la reine Sirikit, Thaïlande

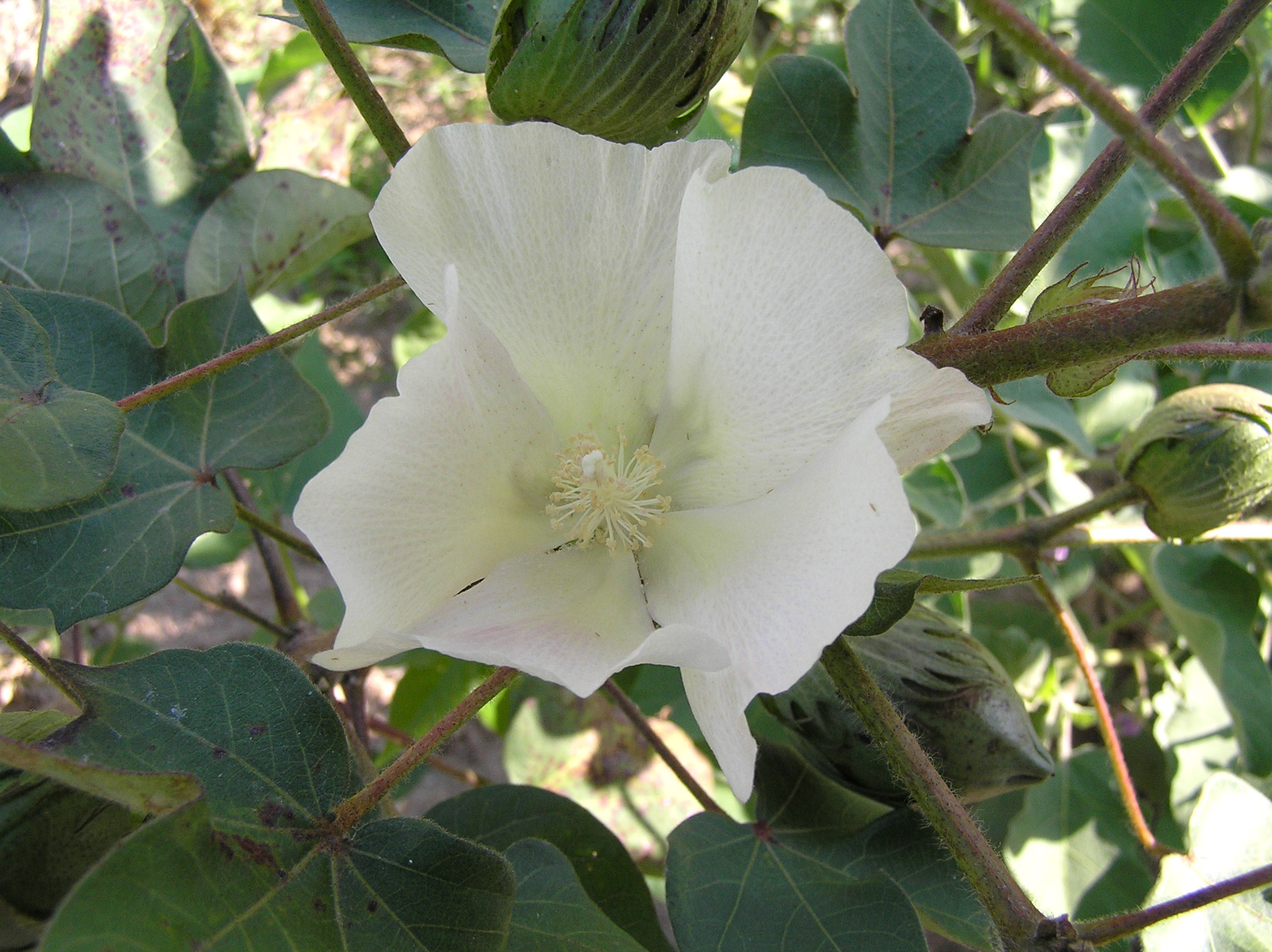
Fleur, exposition horticole Royal Flora Ratchaphruek, Thaïlande

Il produit des fleurs couleur d'ivoire laissant ensuite la place à des capsules de couleur verte, puis brune.

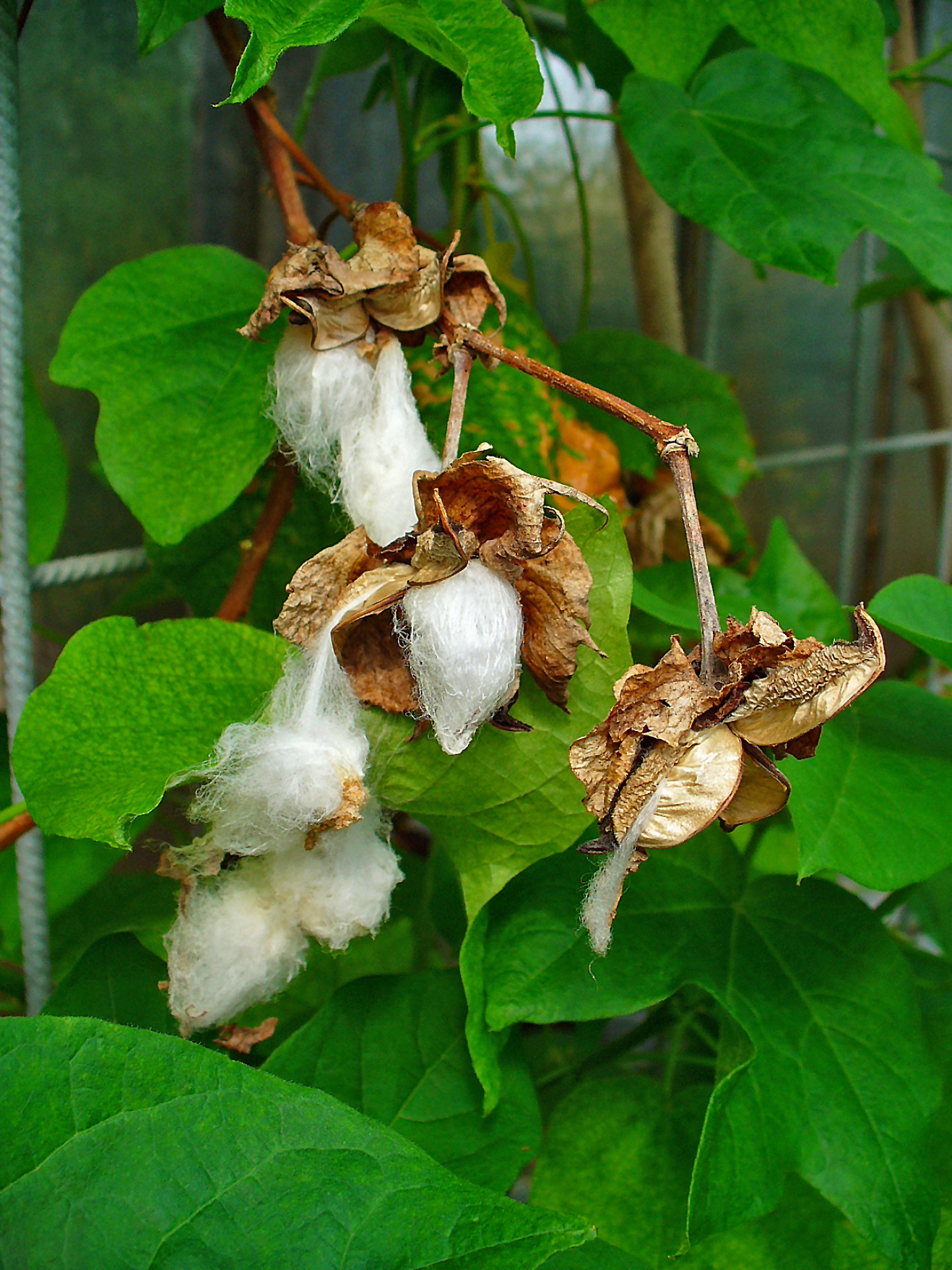
Capsules brunes et coton, Jardin botanique de l'Institut de technologie de Karlsruhe, Bade-Wurtemberg, Allemagne

En s'ouvrant à maturité, ces capsules font apparaître les graines entourées de fibres blanches : le coton.